# Estadio Julio Antonio Mella
Estadio Julio Antonio Mella. Ubicado en la ciudad de Las Tunas con una capacidad para 13000 espectadores, es una de sus principales instalaciones deportiva, es sede del equipo de béisbol que representa a esa provincia en la Serie Nacional de Béisbol.

## Antecedentes
Tras la demolición del Estadio Vidal, del reparto Santo Domingo, a finales de 1944 y por iniciativa del emprendedor Alcalde Municipal, José Hernández Cruz, “Pepillo”; se creó un Patronato denominado Todo por Tunas, que bajo su presidencia y el apoyo de distintas instituciones, casas comerciales y las llamadas “fuerzas vivas” en general, inició la recaudación de fondos para la construcción de una nueva instalación beisbolera.
Con el dinero recaudado de la cotización y las utilidades obtenidas en la realización de fiestas y verbenas con esos fines, se logró el financiamiento necesario para emprender la obra que se haría en terrenos donados por la sucesión de la familia Velázquez, en la zona donde la entonces avenida Roosevelt (hoy calle Frank País), se encontraba con la carretera de Puerto Padre, cerca de la vía del Ferrocarril Central.
La instalación, que comenzó a funcionar en los últimos meses de 1945, tenía una cerca de mampostería y una gradería de madera situada por la parte derecha detrás del banco de la inicial, que primero estuvo techada de guano, luego de planchas de cartón conocidas como teja infinita y en su última etapa, revestida de zinc galvanizado.
Además de los escalones de madera, disponía de varios palcos bajos, delimitados por tubos metálicos y capacidad para acoger a unas mil personas. El terreno de juego se trazó con el home en la zona donde hoy está el jardín central del estadio Julio Antonio Mella, cuya ubicación es la correcta de acuerdo con las normas establecidas.
El estadio municipal, conocido también con el nombre de “Chicho” Velázquez, era amplísimo con 340 pies por el jardín izquierdo, 360 por el izquierdo y unos 500 por el central; de manera que los jonrones eran escasos y jamás hubo alguno por el medio, zona en la cual estaba ubicada la pizarra, por cierto dentro del terreno de juego. Así de lejos estaba la cerca de mampostería.
Sede de la principal novena de la ciudad, acogió encuentros muy importantes de la Liga Libre de Oriente, el Torneo Interprovincial de Béisbol Amateur, enfrentamientos con equipos formados por atletas de la Liga Profesional de Cuba, entre otros acontecimientos del deporte de las bolas y los strikes.

## Nombre actual
En 1959, luego del triunfo de la Revolución Cubana, se organizó y emprendió las gestiones para la construcción de un nuevo Estadio de Béisbol por lo que se empezó la remodelación y acondicionamiento del antiguo estadio municipal o conocido también con el nombre de “Chicho” Velázquez y desde ese momento se empezó a llamar Julio Antonio Mella, actualmente la principal instalación de su tipo en esta joven provincia de Las Tunas. Desde 1977 es la casa de los Leñadores de Las Tunas.

## Dimensiones
- Jardín izquierdo 325 pies
- Jardín central 400 pies
- Jardín derecho 325 pies

## Eventos deportivos
- Fue sede alternativa de Orientales y Mineros en la Serie Selectiva y acogió partidos de la Súper Liga Cubana.
- Series Nacionales de Béisbol.
- Celebró el VI Torneo Internacional José Antonio Huelga en 1990.

- Datos: Q5411069